# نور الدين معمرية
نور الدين "دينو" معمرية (من مواليد 18 فبراير 1974) هو مدرب كرة قدم تونسي ولاعب سابق لعب كمهاجم. كان مؤخرًا مديرًا لنادي بيرتن ألبيون. بدأ معمرية مسيرته الكروية مع المستقبل الرياضي بالمرسى. غادر النادي في 1994 وقضى موسمًا في النادي الأولمبي للنقل. انتقل إلى إنجلترا في 1996، وانضم إلى نادي بيرنلي. وقع معمرية لاحقًا مع غلينتوران من دوري أيرلندا الشمالية الممتاز، وقضى بقية موسم 1996–97 مع النادي. في 1998 انضم إلى نادي دونكاستر روفرز من دوري الدرجة الخامسة الإنجليزي، وقضى هناك عامين. أمضى موسم 2000–01 في نادي ساوثبورت، قبل التوقيع مع نادي ليه جينيسيس في يوليو 2001. بعد موسمين وقع معمرية مع ستيفيناغ بوروه مقابل مبلغ مكون من خمسة أرقام في فبراير 2003. غادر النادي بعد أن شارك في 11 مباراة، وانضم إلى تشارلستون بيتري من دوري الدرجة الأولى الأمريكي. شارك في تسع مباريات مع تشارلستون، قبل أن يعود إلى ستيفيناغ في سبتمبر 2003. أمضى معمرية ثلاثة مواسم مع الفريق. في يوليو 2006، عاد إلى ساوثبورت، قبل أن يوقع مع روشدين ودايموندز في صفقة انتقال مجانية في يناير 2007. بعد إطلاق سراحه من قبل روشدين ودايموندز في نهاية موسم 2006–07، وقع معمرية مع نورثويتش فيكتوريا في أغسطس 2007.
انتقل من اللعب إلى التدريب والإدارة، حيث أدار نورثويتش فيكتوريا، نادي ساوثبورت ونونيتون تاون في غير الدوري. خلال فترة عمله كمدير لنورثويتش، فاز مامريا بجائزة أفضل مدير في الدوري الممتاز لموسم 2007-2008، حيث قاد نورثويتش إلى الأمان في الدوري الممتاز بعد أن كان تحت الإدارة وكان متأخرًا بفارق 15 نقطة عن الأمان وقت تعيينه. في مارس 2018، تم تعيينه مديرًا لنادي ستيفيناج في دوري الدرجة الثانية، وهو المنصب الذي شغله حتى سبتمبر 2019. وفي وقت لاحق من ذلك الشهر، تم تعيين مامريا مدربًا رئيسيًا لفريق أولدهام أثليتيك. كما عمل مدربًا للفريق الأول ومساعدًا للمدير في ستيفيناغ وبريستون نورث إيند ونيوبورت كونتي وبيرتن ألبيون.